# Иннерферрера
Иннерферрера (нем. Innerferrera) — деревня и бывшая коммуна в Швейцарии, в кантоне Граубюнден. 
До 2007 года имела статус отдельной коммуны. 1 января 2008 года объединена с коммуной Аусерферрера в новую коммуну Феррера.
Входит в состав региона Виамала (до 2015 года входила в округ Хинтеррайн). 
Население составляет 36 человек (на 31 декабря 2006 года). Официальный код  —  3706.

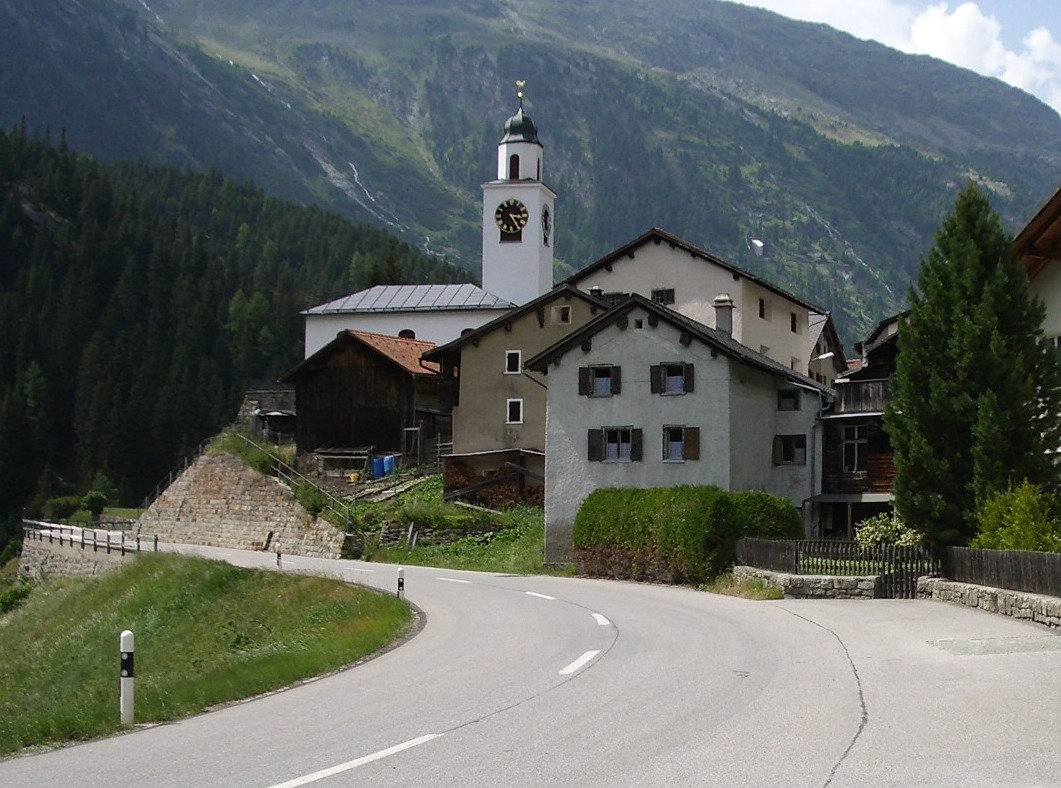
Иннерферрера